# Łasky
Łasky (ukr. Ласки; pol. Łaski) – wieś na Ukrainie, w obwodzie żytomierskim, w rejonie narodyckim.